# Maxomys rajah
Maxomys rajah is een knaagdier uit het geslacht Maxomys dat voorkomt in het uiterste zuiden van Thailand en op het schiereiland Malakka, Sumatra, Borneo en de Riouwarchipel. Er zijn vier synoniemen, hidongis Kloss, 1921, lingensis Miller, 1900, pellax Miller, 1900 en similis Robinson & Kloss, 1916. Deze soort werd vroeger gezien als identiek aan M. surifer, maar komt daarmee in hetzelfde gebied voor en verschilt in een groot aantal kenmerken (waarschijnlijk zijn ze niet eens nauw verwant). De kop-romplengte bedraagt 166 tot 226 mm, de staartlengte 162 tot 210 mm, de achtervoetlengte 35 tot 43 mm en de oorlengte 21 tot 24 mm.